# Brice Dulin
Brice Dulin (Agen, 13 aprile 1990) è un rugbista a 15 francese che gioca nel ruolo di estremo con La Rochelle in Top 14.

## Biografia
Dulin iniziò a dedicarsi all'attività sportiva a sei anni giocando a palla basca, disciplina nella quale diventò più volte campione francese a livello giovanile. Dopo un breve periodo in cui giocò a calcio, all'età di 16 anni decise di seguire le orme di suo fratello Renaud, rugbista professionista ed internazionale con la Francia VII, dedicandosi definitivamente al rugby; entrò, quindi, nelle giovanili dell'Agen.
Dulin debuttò in prima squadra durante il Pro D2 2009-2010; nella prima stagione vinse il campionato ottenendo con il suo club la promozione nel Top 14. Al termine dell'annata 2011-2012, in cui fu nominato miglior rivelazione del torneo, si trasferì nel Castres dopo tre anni all'Agen. Nel primo anno con il nuovo club vinse il campionato francese, disputando la finale come titolare. Anche nella stagione successiva raggiunse la finale, ma questa volta conobbe una sconfitta per mano del Tolone. Nel giugno 2014, fu annunciato il suo passaggio al Racing 92. Con la squadra parigina vinse il suo secondo titolo di campione di Francia nella stagione 2015-2016. Lo stesso anno giocò dal primo minuto anche la finale della Champions Cup persa contro i Saracens. Nel marzo 2018 subì la rottura del legamento crociato del ginocchio destro in un incontro di campionato; l'infortunio mise fine alla sua stagione impedendogli di partecipare alla finale dell'European Champions Cup, persa dal Racing contro il Leinster. Dopo sei stagioni nel club della capitale, nel giugno 2020, si trasferì a La Rochelle.
A livello internazionale, Dulin prese parte, nel 2010, al Sei Nazioni di categoria ed al mondiale giovanile con la nazionale francese under-20. Nel 2012, il C.T. della Francia Philippe Saint-André lo convocò per il tour estivo in Argentina schierandolo da titolare in entrambe le partite contro i padroni di casa dei Pumas. Fu poi presente anche in tutte le amichevoli della sessione novembrina. Chiamato per il Sei Nazioni 2013, fu costretto a dare forfait a causa di un infortunio. Ritornò in nazionale, lo stesso anno, in occasione della tournée di giugno in Nuova Zelanda e successivamente fu titolare in tutti i test-matches di novembre, dove segnò la sua prima meta internazionale contro gli All Blacks, ripetendosi una settimana dopo contro Tonga. Fu l'estremo titolare dei Bleus durante il Sei Nazioni 2014, marcando anche una meta contro l'Irlanda; successivamente scese in campo in tutte le sfide del tour estivo in Australia. Nonostante l'assenza nelle amichevoli novembrine, fu eletto miglior internazionale francese della stagione alle Nuit de rugby. Dopo aver ottenuto un'unica presenza nel Sei Nazioni 2015, fu incluso nei convocati definitivi per la Coppa del Mondo di rugby 2015. Nel corso del torneo iridato disputò quattro partite, tra cui il quarto di finale perso con la Nuova Zelanda. Nel primo anno della nuova gestione di Guy Novès scese in campo solamente nell'ultimo test-match autunnale. L'annata successiva giocò nelle ultime due giornate del Sei Nazioni 2017 e in due sfide della tournée di giugno. Fu assente dalla nazionale per tre anni, fino a quando il nuovo commissario tecnico Fabien Galthié lo convocò per l'Autumn Nations Cup 2020. Durante la competizione Dulin disputò due incontri, segnando una meta nella finale persa contro l'Inghilterra e venendo nominato miglior giocatore del torneo dal voto del pubblico.

## Palmarès
- Campionati francesi: 2
Castres: 2012-13
Racing Métro 92: 2015-16
- Champions Cup: 2
La Rochelle: 2021-22, 2022-23